# Metadon
Metadon (methadon) je syntetický opioid v lékařství užívaný jako analgetikum a pro léčbu závislosti na narkotikách. Po chemické stránce je metadon nejjednodušším opioidem.

## Historie
Metadon poprvé syntetizovali roku 1937 němečtí vědci Max Bockmühl a Gustav Ehrhart v IG Farben (Hoechst-Am-Main), když se snažili nalézt analgetikum, které by bylo snadněji použitelné během operací a bylo by méně návykové. 11. září 1937 vyplnili Bockmühl a Ehrhart žádost o patent na syntetickou substanci, kterou nazvali Hoechst 10820 nebo polamidon, jejíž struktura nebyla podobná morfinu nebo opioidovým alkaloidům (Bockmühl a Ehrhart, 1949).
Na trh Spojených států byl metadon uveden v roce 1947 společností Eli Lilly and Company jako analgetikum (pod obchodním názvem Dolophine). Od té doby je znám především pro své použití při léčbě závislosti na narkotikách. Používá se rovněž při chronických bolestech díky svému dlouhodobému působení v organizmu a nízké ceně. Koncem roku 2004 stála měsíční léčba metadonem 20 $, v porovnání se 120 $ za obdobné analgetikum demerol. Staré označení Dolophine pochází z německého Dolophium, jména odvozeného z latinského dolor – bolest a phine – konec. Ve Spojených státech se rozšířila legenda, že jméno dolphine bylo vytvořeno německými objeviteli k poctě Adolfa Hitlera a že původně se lék jmenoval adolphine. Je to prezentováno jako fakt v literatuře scientologické církve a bylo to zopakováno hercem a scientologem Tomem Cruisem v roce 2005 v interview časopisu Entertainment Weekly. Avšak jak se ukázalo, není to pravda. Jméno dolphine bylo ve skutečnosti vytvořeno po válce společností Eli Lilly a jméno Adolphine (jež nikdy nebylo oficiálním pojmenováním léku) bylo stvořeno ve Spojených státech počátkem 70. let.

## Účinky
Ačkoliv se metadon chemicky nepodobá morfinu nebo heroinu, působí na stejné opioidní receptory a tím vytváří i stejné účinky – vyvolává příjemný stav spojený s klidnou otupělostí. Metadon je metabolizován pomalu a je velmi dobře rozpustný v tucích, díky tomu účinkuje v organizmu déle než morfinové drogy. Metadon má typický biologický poločas 24–48 hodin, umožňuje tedy podávání pouze jednou za den při detoxikaci heroinu a při odvykacích programech. Vyvolává po čase poměrně silnou závislost.
Podobně jako jiné opioidy, i metadon způsobuje zácpu, působí proti kašli a ztěžuje dýchání. Je-li brán v nesprávných dávkách, může zapříčinit i úmrtí. Velmi dramatické riziko plyne s užíváním metadonu ve spojení s alkoholem či s jinými drogami nebo léky, vzniklé vedlejší účinky jsou smrtelně nebezpečné.

## Použití

### Odvykací programy
Metadon se podává lidem, kteří se snaží odvyknout ze své závislosti na opiátech, jako je heroin či morfin. Snižuje totiž touhu po těchto drogách a ulevuje abstinenčním příznakům. Přitom to není tak tělu škodlivá látka a může se tedy závislým podávat denně po delší časové období.
Nejběžněji se na klinikách metadon podává orálně v roztoku. Při orální aplikaci je téměř stejně efektivní jako při injekčním podání. Stejně jako u heroinu, tolerance a závislost se obvykle vytváří při opakovaných dávkách.

### Analgetikum
Metadon je také v některých zemích předepisován jako lék proti bolesti v případech velmi silné, dlouhodobé bolesti, jaká se vyskytuje např. u některých pacientů trpících rakovinou, chronickými bolestmi zad či osteoartrózou. Tím významně zvyšuje kvalitu života. Je velmi účinný, ale dosažení maximálního účinku může trvat i týden. Na místě je maximální opatrnost pacienta, je nutné hlídat si spánkový režim, řídit jen v plně bdělém stavu a po ukončení léčby metadon pomalu vysazovat, aby nevznikly abstinenční příznaky.

### Zneužití
Balení metadonu se mohou dostat do nepovolaných rukou narkomanů a pak jsou zneužívány jako omamné látky, působící podobně jako morfin či heroin. Studie však ukazují, že nejčastěji je metadon i v drogové komunitě chápán jako prostředek zamezující abstinenčnímu syndromu v době, kdy nemají k dispozici jiný opiát.